# Hiperkalcijemija
Hiperkalcijemija je poremećaj elektrolita kojeg karakterizira povišenje koncentracija kalcija u krvi. Normalne vrijednosti koncentracije kalcija u plazmi za odrasle su između 2.14 i 2.53 mmol/L. 
Nalaz povišene koncentracija kalcija može biti asimptomatski labaratorijski nalaz, a može biti i udružen s raznim bolestima. Do povišenja kalcija u krvi može doći zbog pojačanog otpuštanja kalcija iz kosti, pojačane aposorpcije iz probavnog sustava ili zbog smanjenog izlučivanja bubrezima.

## Uzroci
Najčešći uzroci hiperklacijemije su hiperparatiroidizam ili maligna bolest koji obuhvaćaju oko 90% slučajeva, dok je još mogu uzrokovati brojni poremećaji kao što su npr. poremećaji metabolizma  vitamina D, određene bolesti bubrega ili određene bolesti kosti (npr. Pagetova bolest kosti)...

## Simptomi
Hiperkalcijemija može uzrokovati nespecifične simptome kao što su npr. depresija, mučnina, povraćanje ili umor, može uzrokovati pankreatitis, a ako je duže prisutna može uzrokovati nastanak kamenaca u mokraćnom sustavu. Također hiperkalcijemija može utjecati na srčani ritam. Simptomi se češće javljaju pri koncentraciji kalcija iznad 3 mmol/L, dok se teška hiperkalcijemija (3.75-4 mmol/L) smatra hitnim stanjem koje može uzrokovati komu ili dovesti do smrti.
|  | Molimo pročitajte upozorenje o korištenju medicinskih informacija. Ne provodite liječenje bez savjetovanja s liječnikom! |